# Aéroport de Kuala Terengganu
L'aéroport de Kuala Terengganu ou aéroport du Sultan Mahmud (code IATA : TGG • code OACI : WMKN) est un aéroport du district de Kuala Nerus dans l'Etat du Terengganu en Malaisie.
Il dessert la ville de Kuala Terengganu et est fréquenté par plus de 500 000 passagers par an. Il dispose d'une piste de 3 480 m.
Les compagnies desservant l'aéroport sont Malaysia Airlines, Firefly, et AirAsia.

## Situation
| Alor · Setar Ba'kelalan Bario Bintulu Ipoh Johor Bahru Kerteh Kota Bharu Kota · Kinabalu Kuala · Lumpur Kuala Terengganu Kuantan Kuching Kudat Labuan Lahad Datu Langkawi Lawas Limbang Long · Akah Long · Banga Long Lellang Long · Seridan Malacca Marudi Miri Mukah Mulu Pulau · Pangkor Penang Pulau Redang Sandakan Sibu Subang Tanjung · Manis Tawau |

## Statistiques
Pour des raisons techniques, il est temporairement impossible d'afficher le graphique qui aurait dû être présenté ici.

Voir la requête brute et les sources sur Wikidata.